# プレジデントの選択
『プレジデントの選択』は、1990年3月2日に発売されたファミリーコンピュータ用ビジネスシミュレーションゲームソフト。開発はホット・ビィ。当時としては珍しい会社経営を題材としている。

## 概要
キャラクターデザインは高井研一郎。ソフトに特典としてオリジナルシステム手帳が付属していた。説明書や付属品が揃ったものは中古ゲーム市場でも一万円を超えるなど比較的高価である。BGMは日本+NIES市場までがドヴォルザークの交響曲第9番「新世界より」、ヨーロッパ市場以降はヴェルディの歌劇「アイーダ」より凱旋行進曲をそれぞれアレンジしたものが流れる。

## ゲーム内容

### 目的
プレーヤーは自動車会社の社長となり、市場でシェア1位を獲得することを目的とする。市場は4つあり、市場ごと設定されている条件をクリアすることで次の市場へ進むことができる。クリアしていてもその市場に留まることも可能。

### システム
ゲームの1年は「期首処理」「通常ターン」「決算」の3つを繰り返して進行する。通常ターンが24ターン進むと決算となる。

### 期首処理
通常ターンに進む前の準備ターンで、銀行から融資を受けたり、その年に生産する自動車の設計を決めたりする。期首処理は1ターンで終了する。

### 通常ターン
自動車を製造・販売するターンで、資金を使う指示をすると1ターンが終了し、アクシデントが起こる。

### アクシデント
通常ターンを終えるごとに発生するランダムイベント。プレイヤーが病気で入院する、欠陥商品が発生する、工場でストライキや事故が起こる、円高や円安で為替損や利益が出る、行政指導を受ける、大型商談がまとまるなどがある。

### 決算
通常ターンを24ターン終えると決算となる。決算では、1年間の業績がまとめて報告され、人件費や法人税などを払い出し、当年度の順位とシェアが表示される。この時、現金が不足した場合、不渡りや倒産となる。

### 各部署
大きく分けて、8つの部署とセーブなどを担当するゲームマスターがある。

#### 開発部
主に自動車設計を行う部署で、期首処理ターンでしか呼び出せない。なお、通常ターンに進むためには必ず自動車設計を行う必要がある。設計は「性能」「燃費」「居住性」「デザイン」の4つの分野に20点を振り分けることで行う。

#### 経理部
主に経理を管理する部署、銀行から資金を借入れたり、現在の経営状態を確認したりすることができる。借り入れた資金は決算時に返済することが可能。

#### 人事部
自動車生産を行う「ワーカー」と販売を行う「セールス」を雇い入れる部署、雇い入れる際は、それほど資金はかからないが、決算時は人件費と福利厚生費が相当かかる。また、配置転換もできる。

#### 社長室
会社内外の情報を管理する部署で、自社やライバル会社の情報を簡易的に表示する他、有料で調査会社に依頼し、ライバル社の自動車の設計状況や市場のニーズを調査することも可能。

#### 総務部
会社や工場の運営に必要な様々な事務を所掌する部署で、自動車生産材料の購入、倉庫の売買、生産機械設備の売買の他、保険加入、増資、仕入合理化などが可能。

#### 営業部
自動車を実際に販売する部署で、定価販売と値引き販売ができる。

#### 広告部
広告を打ち出し、自動車の人気を上げる部署で、広告には、確実だが効果の低い通常広告と失敗する可能性があるが、成功すれば効果の高い特別広告がある。

#### 工場
自動車を生産する部署で、材料を仕掛品、仕掛品を製品に生産する他、生産合理化やクオリティー・コントロールを行うことができる。

#### ゲームマスター
セーブを担当する他、要所で助言をしてくれる。秘書のような姿をしている。

### 登場企業
太字はプレーヤーが担当する企業、括弧内はモデルと思われる企業

#### 日本市場
富口自動車 (トヨタ自動車)、日本産業 (日産自動車)、本多技研工業 (本田技研工業)、富土重工 (SUBARU)

#### 日本+NIES市場
富口自動車、日本産業、本多技研工業、近代自動車 (現代自動車)

#### ヨーロッパ市場
フィアッド (フィアット)、ルノーウ (ルノー)、ワーケン (フォルクスワーゲン)、ベンズ (メルセデス・ベンツ)

#### アメリカ市場
ＪＭ (ゼネラルモーターズ)、クライスリー (クライスラー)、フォードン (フォード・モーター)、ボルシェ (ポルシェ)